# Прибытков, Григорий Алексеевич
Георгий Алексеевич Прибытков (1854—1940) — российский врач, Герой Труда.

## Биография
Родился 22 апреля 1854 года в слободе Гадючьей Богучарского уезда Воронежской губернии (ныне — село Свобода Богучарского района Воронежской области) в семье приходского священника.
В девять лет был принят в духовное училище в Павловске Воронежской губернии; затем учился в Воронежской духовной семинарии. Спустя год после окончания семинарии, 9 сентября 1876 года, был принят на медицинский факультет Императорского Харьковского университета и по окончании курса, 29 апреля 1882 года, выдержав экзамены, был утверждён в степени лекаря и в звании уездного врача.
С 15 октября 1883 года был назначен на работу в г. Кузнецк Томской губернии, куда прибыл в начале января 1884 года. Спустя некоторое время, 26 августа 1884 года постановлением Томского губернатора за № 81 был назначен в Бийск — городовым врачом. По болезни 15 июня 1888 года был уволен в отставку и поступил приисковым врачом «Алтайского и Южно-Алтайского золотопромышленных дел», где работал до 4 ноября 1893 года. Постановлением Томского губернатора за № 91 назначен участковым сельским врачом села Смоленского Бийского округа, где проработал с 4 ноября 1893 года по 13 июня 1894 года. С 13 июня 1894 года по 3 мая 1900 года служил приисковым врачом, а 1 августа 1900 года был призван на действительную военную службу и командирован в распоряжение Забайкальского окружного врача; 4 ноября 1900 года назначен ординатором Хабаровского военного госпиталя, а уже 22 декабря в том же году был уволен в запас чиновников военно-медицинского ведомства. Вновь призван на военную службу 1 июня 1904 года; назначен старшим врачом 17-й дружины Государственного ополчения. В отставку уволен 22 ноября 1905 года. С 23 марта 1906 года по 30 марта 1913 года заведовал Бийской городской больницей.
После Октябрьской революции, с 1920 по 1922 годы — состоял заведующим Советской амбулаторией № 2; в 1922—1925 годах заведовал Бийской центральной амбулаторией.
Скончался в январе 1940 года в Бийске.

## Награды и Память
- В 1922 году его именем названа Бийская центральная амбулатория.
- В 1925 году награждён званием Героя труда и тремя книгами по случаю пятилетнего юбилея Бийского отделения Союза Медсантруда. В этом же году награждён набором хирургических инструментов.
- В 1928 году награждён пожизненной пенсией в размере получаемого жалованья (120 рублей в месяц) «За долголетнюю службу и усердную работу».
- В Бийске в его честь названа улица.